# Mobile Étoile
Pour plus de détails, voir Fiche technique et Distribution.
Mobile Étoile est un film dramatique franco-canadien réalisé par Raphaël Nadjari, sorti en 2016.

## Synopsis
Hannah, chanteuse passionnée de musique classique, dirige une chorale à Montréal avec son mari Daniel, pianiste. 
Ils vivent de concerts de création de musiques françaises sacrées, véritables trésors du patrimoine, composées pour les synagogues de France fin XIXe - début XXe siècle. 
Mais depuis quelque temps, ils peinent à maintenir leur groupe vocal à flot. 
Et alors qu’ils recrutent Abigail, une jeune fille fragile et surdouée qui leur redonne de l’espoir, l’ancien professeur d’Hannah, Samuel, arrive à Montréal avec une ancienne partition perdue...

## Ecriture
L'histoire a pris plus de 5 ans à s'écrire à cause du travail de recherches historiques et de financement. Un storyboard du film a été dessiné en amont du tournage pour pouvoir travailler l'improvisation à partir de l’histoire écrite par Vincent Poymiro et Raphael Nadjari. Tourné avec des dialogues improvisés in situ sans répétitions  le film intègre des scènes de musiques en playback.

## Enregistrement des musiques
Le tournage de Mobile Étoile a eu lieu en 24 jours à Montréal, au Canada et trois jours à Bordeaux entre novembre et décembre 2014. L’enregistrement des sept pièces de musiques en octobre 2014 au Studio Piccolo de Montréal.
Les musiques ont été composées à Paris par Jérôme Lemonnier et le travail d’adaptation par l’écrivain Emmanuel Moses, à l’exception de Mobile Étoile de Fernand Halphen (1872-1917), une pièce tirée du cinquième volume de la collection Patrimoines musicaux des Juifs de France. 
Les autres pièces sont tirées du corpus liturgique et biblique, à l’exception du Miracle de la Clef qui est une création originale. 
Les morceaux ont été recréés dans l’esprit de Maurice Ravel, Darius Milhaud, Charles-Valentin Alkan, Fernand Halphen, Gabriel Fauré, Offenbach et Leo Smith. 
Après un entraînement de plus de six mois, Géraldine Pailhas qui a appris le chant lyrique sous la direction d’Helma Warrum et le piano, elle est post synchronisée et doublée par la chanteuse Natalie Choquette qui a créé une voix specialement pour le film.

## Sortie du film
Mobile Étoile est sorti au Canada et en France entre mars et avril 2016. Il a été récompensé en obtenant le prix Tobias Szpancer au 32e Festival International du film de Haifa, Israel 2016.

## Fiche technique
- Titre : Mobile Étoile
- Réalisation : Raphaël Nadjari
- Scénario : Raphaël Nadjari et Vincent Poymiro
- Musique : Jérôme Lemonnier
- Paroles des chansons (adaptation et création) :  Emmanuel Moses
- Montage : Elric Robichon
- Photographie : Benoît Beaulieu
- Décors : Marzia Pellissier et Pierre Moreau
- Costumes : Éric Poirier et Pierre Moreau
- Producteur : Alexis Dantec, Fred Bellaïche, Anne-Marie Gélinas, Benoît Beaulieu et Julie Paratian
- Production : The French Connection, Ema Production et Sister Productions, en association avec les SOFICA Cinémage 9 et SofiTVciné 2
- Distribution : Zootrope Films
- Pays d'origine :  France et  Canada
- Durée : 119 minutes
- Genre : drame
- Dates de sortie :
  -  Canada : 25 mars 2016
  -  France : 27 avril 2016

## Distribution
- Géraldine Pailhas : Hannah Hermann
- Luc Picard : Daniel Dussault
- Felicia Shulman : Etha Salomons
- Éléonore Lagacé : Abigail Colin
- Paul Kunigis : Samuel Badaszcs
- Alexandre Sheasby : David Hermann-Dussault
- Marcel Sabourin : Jean-Paul Dussault
- Dorothée Berryman : Liliane Levy
- Natalie Choquette : Natalie Colin
- Raymond Cloutier : Marlus